# Stizus perrisi
Stizus perrisi  (лат.) — вид песочных ос из подсемейства Bembicinae (триба Stizini). Россия (Нижегородская обл.,Воронежская обл., Саратовская обл., Ростовская обл.,
Оренбургская обл., Алтай, Забайкальский край, Приморский край), Франция, Испания, Германия, Хорватия, Сербия, Польша, Чехия, Словакия, Венгрия, Румыния, Литва, Белоруссия, Украина, Турция, Армения, Казахстан, Кыргызстан, Узбекистан, Китай, Корея, Япония (Хонсю). Длина тела самок 14—20 мм. Тело с беловатым рискнуом. Тергиты брюшка с прерванными жёлтыми перевязями. Усики самок 12-члениковые (у самцов состоят из 13 сегментов). Внутренние края глаз субпараллельные (без выемки). Брюшко сидячее (первый стернит брюшка полностью находится под тергитом). В переднем крыле три кубитальные ячейки. Гнездятся в земле
.